# Жарсайський сільський округ
Жарса́йський сільський округ (каз. Жарсай ауылдық округі, рос. Жарсайский сельский округ) — адміністративна одиниця у складі Хобдинського району Актюбінської області Казахстану. Адміністративний центр — село Жарсай.
Населення — 589 осіб (2021; 982 у 2009, 1298 у 1999, 1659 у 1989).
Станом на 1989 рік існувала Алексієвська сільська рада (села Алексієвка, Благовіщенка, Караганда).

## Склад
До складу округу входять такі населені пункти:
| Населений пункт | Колишні назви | Населення, осіб (1989) | Населення, осіб (1999) | Населення, осіб (2009) | Населення, осіб (2021) |
| --------------- | ------------- | ---------------------- | ---------------------- | ---------------------- | ---------------------- |
| Аксай, село     | Благовіщенка  | 396                    | 316                    | 283                    | 142                    |
| Жарсай, село    | Алексієвка    | 920                    | 689                    | 535                    | 415                    |
| Караганда, село | -             | 343                    | 293                    | 164                    | 32                     |